# Степове (Долинська міська громада)
Степове (до 18 лютого 2016 року — Більшови́к) — село в Україні, у Долинській міській громаді Кропивницького району Кіровоградської області. Населення становить 161 осіб. Орган місцевого самоврядування — Долинська міська рада.

## Географія
На південно-східній околиці села бере початок Балка Очеретна.

## Населення
Згідно з переписом УРСР 1989 року чисельність наявного населення села становила 190 осіб, з яких 82 чоловіки та 108 жінок.
За переписом населення України 2001 року в селі мешкала 161 особа.

### Мова
Розподіл населення за рідною мовою за даними перепису 2001 року:
| Мова       | Відсоток |
| ---------- | -------- |
| українська | 92,55 %  |
| російська  | 4,35 %   |
| угорська   | 1,24 %   |
| білоруська | 0,62 %   |
| інші       | 1,24 %   |